# لون پاین (کالیفرنیا)
لون پاین (به انگلیسی: Lone Pine) یک منطقهٔ مسکونی در ایالات متحده آمریکا است که در شهرستان اینیو، کالیفرنیا واقع شده‌است. لون پاین ۴۹٫۷۶۶ کیلومتر مربع مساحت و ۲٬۰۳۵ نفر جمعیت دارد و ۱٬۱۳۶ متر بالاتر از سطح دریا واقع شده‌است.